# Saint-Bonnet-près-Orcival
Saint-Bonnet-près-Orcival település Franciaországban, Puy-de-Dôme megyében. Lakosainak száma 566 fő (2022. január 1.). Saint-Bonnet-près-Orcival Aurières, Nébouzat, Olby, Orcival, Rochefort-Montagne, Saint-Pierre-Roche és Vernines községekkel határos.

## Népesség
A település népessége az elmúlt években az alábbi módon változott:
| Lakosok száma | 463  | 468  | 480  | 487  | 500  | 513  | 533  | 541  | 566  |
|               | 2013 | 2015 | 2016 | 2017 | 2018 | 2019 | 2020 | 2021 | 2022 |